# وان (کالیفرنیا)
وان، کالیفرنیا (به انگلیسی: Vann, California) یک منطقهٔ مسکونی در ایالات متحده آمریکا است که در شهرستان لیک، کالیفرنیا واقع شده‌است.

## خصوصیات
وان ۴۵۹ متر بالاتر از سطح دریا واقع شده‌است.